# Đào Trọng Lịch
Đào Trọng Lịch (1939–1998) là một tướng lĩnh Quân đội nhân dân Việt Nam, hàm Trung tướng. Ông nguyên là Ủy viên Ban Chấp hành Trung ương Đảng Cộng sản Việt Nam khóa VII, VIII, Tổng Tham mưu trưởng thứ 8 của Quân đội nhân dân Việt Nam, Thứ trưởng Bộ Quốc phòng nước Cộng hòa Xã hội Chủ nghĩa Việt Nam.

## Tiểu sử
Đào Trọng Lịch sinh ngày 5 tháng 12 năm 1939, trong một gia đình nông dân tại thôn Hòa Loan, xã Lũng Hoà, huyện Vĩnh Tường, tỉnh Vĩnh Phúc. Sự nghiệp quân sự của ông bắt đầu từ việc tham gia đội du kích xã Lũng Hòa và đến tháng 11 năm 1957 thì nhập ngũ. Tháng 10 năm 1960, ông gia nhập Đảng Lao động Việt Nam.
Tháng 11 năm 1961, ông được cử đi học tại Trường Sĩ quan Lục quân.
Từ tháng 5 năm 1964 đến tháng 5 năm 1973, ông lần lượt được phân công giữ các chức vụ Trung đội trưởng, Đại đội trưởng, Tiểu đoàn trưởng và Tham mưu phó Trung đoàn thuộc Sư đoàn 316. Trên các cương vị đấy, ông đã tham gia các chiến dịch của sư đoàn 316 tại Lào như:
- Chiến dịch Thượng Lào (Cánh đồng Chum) 1964-1965
- Chiến dịch Quyết Thắng (Nậm Bạc, Bắc Lào) 1968-1969
- Chiến dịch Toàn Thắng (Cánh đồng Chum) 1969-1970
- Mặt trận 31 (Cánh đồng Chum) 1970-1971
- Chiến dịch 74B (Cánh đồng Chum) 1971-1972

Tháng 5 năm 1973, ông được cử đi học tại Học viện Quân sự. Sau khi học xong, từ tháng 9 năm 1974, ông được phân công giữ chức vụ Trung đoàn trưởng Trung đoàn 174, Sư đoàn 316, tham gia chiến đấu ở Tây Nguyên và chiến dịch Hồ Chí Minh.
Tháng 8 năm 1979, ông lại được cử đi đào tạo tại Học viện Quân sự cấp cao. Từ tháng 7 năm 1981 đến tháng 7 năm 1987, ông lần lượt được phân công giữ các cương vị Phó sư đoàn trưởng, kiêm Tham mưu trưởng Sư đoàn 316 thuộc Quân đoàn 29, rồi Sư đoàn trưởng Sư đoàn 316 thuộc Quân khu 2.
Tháng 8 năm 1987, ông là Chỉ huy trưởng Bộ Chỉ huy Quân sự tỉnh Lai Châu, Thường vụ Tỉnh ủy Lai Châu.
Từ tháng 9 năm 1991, ông được cử giữ chức Phó tư lệnh kiêm Tham mưu trưởng Quân khu 2
Tháng 2 năm 1992, là Tư lệnh Quân khu 2, Phó bí thư Đảng ủy Quân khu.
Từ tháng 1 năm 1994, tại Hội nghị Đại biểu toàn quốc giữa nhiệm kỳ khoá VII của Đảng và Đại hội Đảng lần thứ VIII, ông được bầu vào Ban Chấp hành Trung ương Đảng Cộng sản Việt Nam và được phân công chức vụ Ủy viên Đảng ủy Quân sự Trung ương.
Từ tháng 4 năm 1997, ông được bổ nhiệm giữ chức Phó Tổng Tham mưu trưởng Quân đội nhân dân Việt Nam.
Tháng 11 năm 1997, ông được cử làm Ủy viên Thường vụ Đảng ủy Quân sự Trung ương.
Tháng 12 năm 1997, bổ nhiệm giữ chức Thứ trưởng Bộ Quốc phòng, Tổng Tham mưu trưởng Quân đội nhân dân Việt Nam.
Ngày 25 tháng 5 năm 1998, trong một chuyến công tác tại Lào, chiếc máy bay trực thăng của Lào chở ông và đoàn công tác, gồm 20 sĩ quan và tướng lĩnh cao cấp của Việt Nam và Lào, bay từ Viêng Chăn về Xiêng Khoảng do sương mù đã bị rơi tại địa phận Xiêng Khoảng làm tử nạn toàn bộ những người đi trên máy bay. Sau khi ông tử nạn, Nhà nước Việt Nam đã truy tặng ông Huân chương Quân công hạng ba.
Ông được phong quân hàm Thiếu tướng năm 1990, Trung tướng năm 1998.

## Phong tặng
- Huân chương Quân công hạng Ba (truy tặng năm 1998);
- Huân chương Chiến công hạng Nhất, hạng Ba;
- Huân chương Kháng chiến chống Mỹ hạng Nhất;
- Huân chương Chiến sĩ vẻ vang hạng Nhất, hạng Nhì, hạng Ba;
- Huy chương Quân kỳ Quyết thắng.

## Lịch sử thụ phong quân hàm
| Năm thụ phong | 1990        | 1998 |
| ------------- | ----------- | ---- |
| Quân hàm      |             |      |
| Thiếu tướng   | Trung tướng |      |